# Август Вилхелм (Брауншвайг-Волфенбютел)
Август Вилхелм фон Брауншвайг-Волфенбютел (на немски: August Wilhelm; * 8 март 1662, Волфенбютел; † 23 март 1731) от род Велфи (Нов Дом Брауншвайг), е херцог на Брауншвайг и Люнебург и от 1714 до 1731 г. княз на Брауншвайг-Волфенбютел.

## Живот
Той е третият син на херцог Антон Улрих (1633 – 1714) и съпругата му Елизабет Юлиана (1634 – 1704), дъщеря на Фридрих фон Шлезвиг-Холщайн-Норбург. По-големият му брат Август Фридрих (1657 – 1676) умира рано. По-малкият му брат е Лудвиг Рудолф (1671 – 1735), с когото има конфликти.
На 15 години Август Вилхелм следва от май 1677 до декември 1678 г. в университет Женева. През 1681 г. е осиновен от чичо му, управляващият херцог Рудолф Август фон Брауншвайг-Волфенбютел, и е направен официално на наследствен принц.
От баща си Август Вилхелм получава дипломатически задачи. Той последва баща си през 1714 г.
Август Вилхелм умира през 1731 г. и е погребан тържествено във Волфенбютел.

## Личен живот
Август Вилхелм се жени три пъти и едновременно има връзка с мъже. Той няма деца.
През 1681 г. Август Вилхелм се жени за по-голямата с осем години Кристина София фон Брауншвайг-Волфенбютел (1654 – 1695), дъщеря на чичо му Рудолф Август. След нейната смърт 1695 г. той се жени същата година за София Амалия фон Шлезвиг-Холщайн-Готорп (1670 – 1710), дъщеря на херцог Кристиан Албрехт фон Шлезвиг-Холщайн-Готорп. За да се отърве от нея той я завежда в манастир „Св. Стефан“ в Бремен.
През септември 1710 г. Август Вилхелм се жени за братовчедка си по майчина линия и кръщелница Елизабет София Мария фон Шлезвиг-Холщайн-Норбург (1683 – 1767), дъщеря на принц Рудолф Фридрих фон Шлезвиг-Холщайн-Зондербург-Норбург (1645 – 1688). И този брак е бездетен.